# Rotunda svatého Pankráce
Rotunda svatého Pankráce je zaniklá rotunda, která se nacházela na místě kostela svatého Pankráce v Nuslích. Její dochované základové zdivo bylo odkryto při archeologickém výzkumu kostela v letech 1969–1970 vyvolaném stavbou metra C.

## Historie

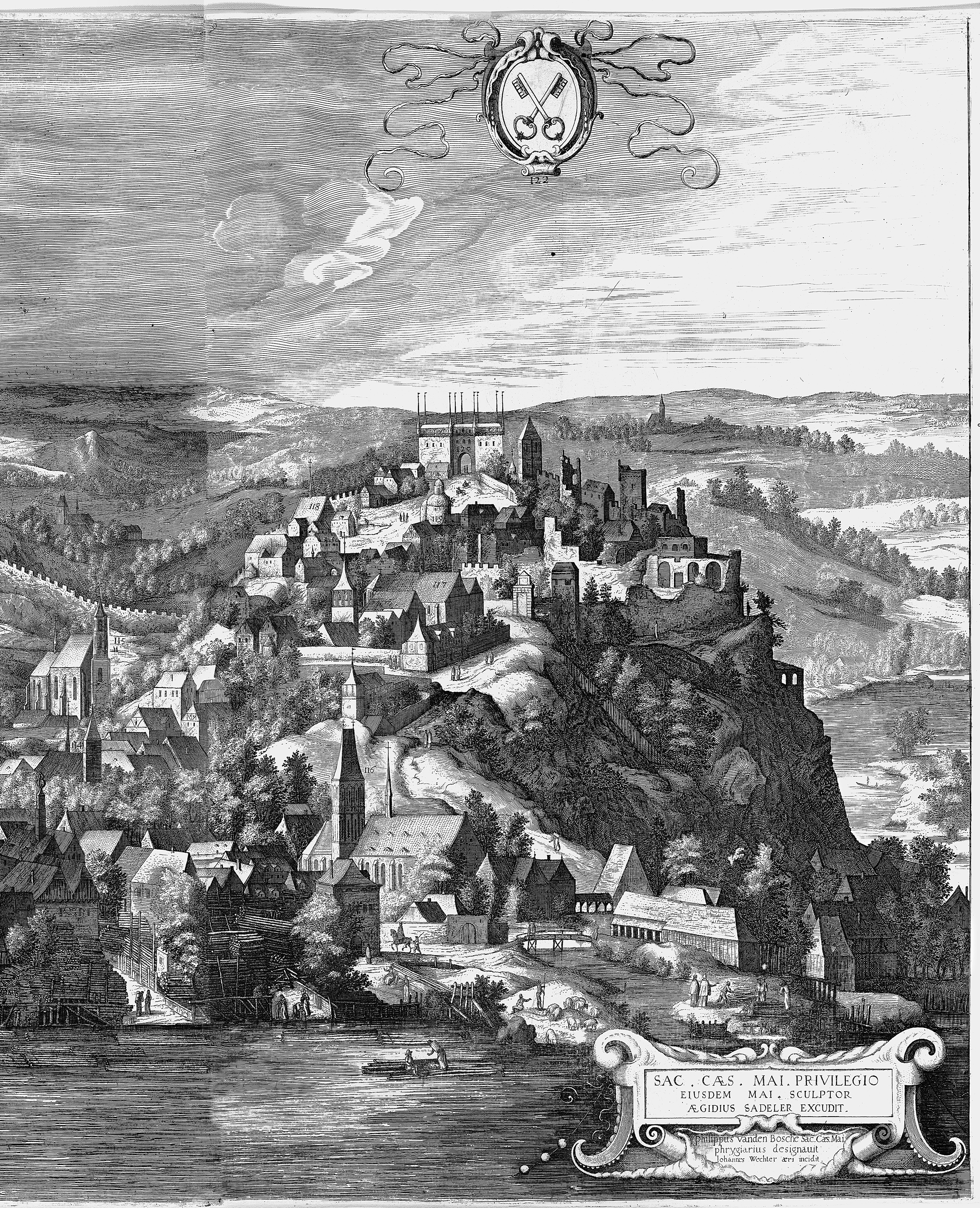
Kostel sv. Pankráce vpravo za Vyšehradem, Sadeleruv prospekt

Rotunda byla zmíněna v potvrzovací listině krále Přemysla Otakara I. z roku 1205 určené Ostrovskému klášteru: „Rytíř jménem Asinus (…) dal nějaký kostel (…) na místě které se nazývá Krušina klášteru sv. Křtitele na Ostrově“. Toto darování se uskutečnilo mezi roky 1140–1148.
Ve 14. století nahradil rotundu podélný gotický kostel, pobořený v roce 1648, aby nemohl sloužit Švédům při obléhání Prahy. Na gotické zdivo později navázala barokní stavba kostela, dokončená v roce 1724 zároveň se samostatně stojící zvonicí.

## Popis
Rotunda, původně plochostropá, byla zaklenuta žebrovou křížovou klenbou a pravděpodobně k ní byla přistavěna věž. Z rotundy se dochovala podstatná část základového zdiva lodi a východní apsidy, z apsidy navíc zbytek nadzemního zdiva. Tato nadzemní část dokládá výstavbu klasickou románskou technikou - vyzdění líce je z opukových kvádříků, základové zdivo z křemence a břidlice. Vnitřní průměr lodi je přibližně 7 metrů a síla základového zdiva téměř 1 metr. K vnitřnímu líci základů lodi byly přizděny čtvercové základy tří pilířů, čtvrtý pilíř byl zničen při gotické přestavbě.
K původnímu gotickému kostelu se přicházelo od severu, kde byl pravděpodobně také vchod do zaniklé rotundy. Při archeologickém průzkumu se v těchto místech našly základy přístavků nepravidelného tvaru. Věž je patrná na Sadelerově prospektu z roku 1606.